# 官能映画
官能映画（かんのうえいが）とは、エロティックで性的関係の露骨なシーンとラブストーリーをミックスしたソフトコア映画ジャンル。ポルノ映画とは異なる。 
イタリアではイタリアン・セクシーコメディやそれに類似するエロティックなサスペンスもこのカテゴリーの一部と見なされる。
さらにテレビ映画と呼ばれるジャンルでエロチックなものまたはソフトポルノゲームなどで、主にエロチックなコンテンツを指す。通常ストーリーラインは明示的に散在する性交のシーンが描かれるが、この周期的な表現については演者によるシミュレートがなされている。ソフトコアのジャンルはMiddlebrowと呼ばれることが多く、 一般的な消費者がアクセスできる芸術表現である。

## 定義
ジャンルの正確な定義、特にハードコアとソフトコアの境界については、科学にさまざまなアプローチがあり、これらはポルノの定義に密接に関連している。ポルノが視聴者の性的興奮に役立つと定義されている場合、ソフトコア映画も一般にポルノであるとする。別のアプローチは、一般映画基準に対するポルノの定義からで、一般映画ではない性的描写の映像をポルノ映画と呼んでいる。一方でエロティックまたはソフトコア映画であってもピンク映画などは明示的な性的表現の欠如はないが、一般映画の範疇のものもあるため、この定義を満たさない。この分類は法定規定にも反映され、ポルノ映画は一般的に若者へのクリアランス（ X指定）をいちいち受けないが、ソフトコア映画は通常、例えば米国ならば映画のレイティングシステムでRまたはNC-17に分類される。これによる分類は制作会社にとっても興味深いものであるが、それはそのような分類がより広範な市場に影響するからである。  

## 特長
ただし、官能映画の「エロティック」な定義は、文化的および歴史的な観点から一部の国、インドやトルコ、欧州諸国などコメディー要素、ドラマ性か何かも考慮されるエロ作品では同じ国で感度も時間とともに変化していく。ラストタンゴ・イン・パリのような映画は公開の1972年時点では単なるエロ作品のように見なされていたが、現在では高尚な官能映画のカテゴリーに分類されるも一般に低俗なエロ作品であるという認識はなされていない。官能的な映画は強いエロティックな緊張感を伴う恋愛を中心とした映画であって、ポルノの一歩手前でかつそれを超えることなくとも高みを到達できる多くの明示的なシーンがあり、このためこの定義は映画が提供しえるすべての可能性を網羅しているわけではない。一部のエロティックな官能映画には通常、ポルノ映画と認識がなされない愛のコリーダなどのように「ポルノ」的シーンが含まれている。さらに、もっぱらエロティックと定義された映画はまれです。一般に、エロティックな形容詞は、ラストタンゴ・イン・パリのエロティックなドラマ性や、ナインハーフのようなエロティックなスリラー性など、他の定義も伴う。 慣例により、文学や演劇作品ですでにエロティックな作品とみなされるとそこから派生した映画はすべてエロティックと見なされていく。

## 開発史
ソフトコア映画のジャンルは、1960年代後半にセクスプロイテーションのサブジャンルとして登場した。性的指向がより強くなっていったため、官能映画が主流として際立っていった。エロチックな映画の黎明期は、1973年まで続く。現時点で振り返るその後の衰退の主な理由は、ハードコアポルノとの競争とハリウッド映画で増加する開放性であるが、さらに米国で改正された判例法でカリフォルニアを中心に役割を果たし、新しい定義をもたらしたMiller vの影響である。後者の理由として、こうした法制下で護される映画館が主な流通ルートでもあったため、土地コストの上昇の結果として現れたグラインドハウス映画館の減少が影響した。 
次の黄金期は米国の有料テレビ局が新しいエロティック映画の制作に資金を提供し始めた1990年代からこのジャンルが脚光を浴びる。過去10年間でこうした放送局のほとんどが主に古いセクスプロイテーション映画の放送に依存していたが、特に1990年代にかけて、ショータイムとHBOからエロチックな映像配信形式に関しケーブルテレビとペイパービューに加えて、ビデオまたは DVDレンタル、およびソフトコアフィルムの中央販売チャネルのオンライン配布へと戦略を変更する。 

## 題材
フレームワークに関しては、一貫して存在するモチーフを識別することはできずむしろこのプロットはホラーからコメディ、サイエンスフィクションまで、さまざまなジャンルから借用されている。一般的なタイプはパロディーまたは 有名な映画の借用。 特に、制作会社のSeduction Cinemaはこのジャンルを得意としている。 
しかし典型的なモチーフはラブシーンに関して察することができ、非常に一般的な物語のラインとしてロマンチックな愛に重点を置いていく。 通常、ソフトコア映画は特定のタイプの性的相互作用を示すが、男性主人公との異性愛の膣性交が主なラブシーンの決まったタイプである。この規範外の性的表現は、しばしば最終的な異性愛行為の前奏としてのみ機能するが今日のソフトコア映画でのそのような前戯の最も一般的な例は、オーラルセックス、女性オナニー、レズビアンレコーディング（「ガールオンガール」と呼ばれる）およびグループセックスなど。他の典型的な要素は、ストリップ、お風呂とシャワーのシーン、モデルのパフォーマンス、覗き見、3人組などがあげられる。 多数の参加者またはアナルセックスを伴う乱交パーティーはめったに提示されない一方でBDSMおよびさまざまなフェティッシュプラクティスも非常に単純化された形式として発生しているが性的暴力、特にレイプ物はこうした役割は果たさない。 

## 文学的起源
映画の他のジャンルと同様に、文学もこうした映画のインスピレーションの主な源となる。実際、 エロティックな文学は多くの映画作品の基礎となっている。エロティックなジャンルのほぼすべての主要な文学作品は映画に転置され、多くの場合映画化は本の形で作品の「再発見」がなされる。マルグリット・デュラス の愛人/ラマンなど、同名映画の由来となったが、一般の人々にはほとんど見過ごされていた。 他の官能映画では、ヘンリー&ジューン/私が愛した男と女が、ヘンリー・ミラーに捧げたアナイス・ニンによる日記ヴィーナスのデルタに由来する。

### 主な作品
エロティックな映画になった主な文学作品（映画でも）は下記の通り：
- ジョヴァンニ・ボッカッチョのデカメロン
- ピエトロアレチノと好色なソネットと好色な疑念
- サド爵の作品
- ウラジミール・ナボコフの ロリータ
- アルムデナ・グランデス のルルの時代

## 映画制作者
多くのエロティックな映画の起源は、しばしばこのジャンルに作品の全部または一部を捧げる監督にまでさかのぼり、しばしばサブジャンルの進化につながっていく。 例としてはジェス・フランコ 、 ラス・メイヤーまたはティント・ブラス他の監督などが撮る多くの作品（「ラス・メイヤー作の」映画といった）でその形式認識がなされ、一部の監督はエロチックな作品でエロサブジャンルを誕生させていく。たとえば1968年から続いたサルヴァトーレ・サンペリとグラジエ や、1973年からはかの有名なマリツィアシリーズ（青い体験）は、エロ家族コメディ作品への鎖を打ち込んでその道を切り開いた。

### 主な監督
多くの監督がエロティックな映画の方向に向かっていく。 他は主にまたは排他的にこのジャンルに専念かつ礎石になっていって、次のような人物が広く認識されていく：
- トム・ラザロ（Indigo）は、今日の最も傑出したソフトコアディレクターの一人。 彼の最も有名な映画には、愛の家  (House of Love) 、口の言葉 (Word of Mouth)  、 盗撮告白  (Voyeur Confessions) 、 露出症者ファイル (The Exhibitionist Files) がある 。
- フレッド・オーレン・レイ
- ジム・ウィノースキー
- ヘスス・フランコ
- ペドロ・アルモドバル
- ティントブラス
- ラス・マイヤー
- キャサリン・ブレイラト

ソフトコアでキャリアを始めた監督、例えばアリスティド・マッサッチェシ（ジョー・ダマト）などハードコアに移っていった人物もいる。

## 制作陣
90年代半ば以降、ソフトコアフィルムの業界は比較的小さなグループによって形成されている。レーベルはわずかで、通常35ミリで低予算で録音される。また、プロデューサー、ディレクター、作曲家、タレントマネージャー、パフォーマーはそれほど大きくないプールで構成されている。 
有名なプロダクションスタジオには、MystiqueとIndigoがある。どちらもPlayboy 、Seduction Cinema、Mainline Releasing Groupの一部。 

## 女優
エロティックな映画はしばしば文学作品や監督のビジョンに加えて、主演女優周辺から構築され、真のエロティックなアイコンと見なされ、時には本物の楔を打ち込んでいく。多くの場合、女優の単なる名前は広告塔や映画自体のタイトルをも超え、そうした映画を識別するのにも十分以上に化していくが、そうした例は、下記の通り。

### 主な女優
「アドホック」エロティック映画制作の中心にいる女優の一部
- ゼウディ・アラヤ
- ボー・デレク
- エドウィジュ・フェネシュ
- ローラ・ジェムサー
- シルビア・クリステル
- リナ・ロメイ

## 文学からの派生
エロティックな映画撮影はキャラクターまたはキャラクターのカテゴリーでもの多くを生み出してきた。 作家エマニュエル・アルサンの小説から派生したエマニュエル夫人シリーズを考えてみるとこのジャンルは、1970年代にイタリアで大成功を収めたのち、黒のエマニュエルという派生、さらには類似シリーズへと派生して単一のキャラクターからの3つのフィルムストランドを起こす。別の例ではO嬢の物語とその続編がある。イタリアのエロチックなコメディ映画は多くの場合教師、警官、看護師、女性兵士などのキャラクターがフィーチャーされている。

### 主人公例
エロティック映画の制作に影響を与えたキャラクター。
- エマニュエル
- ブラックエマニュエル
- 女教師
- 兵士
- O嬢

## サブジャンル
エロ映画のサブジャンルには、エロ映画の純粋な定義から逸脱した映画撮影も含まれていることが多い。 実際、ラブストーリーはあるがハードコアシーンを含まない映画はエロティック映画のサブジャンルのどれかに収まる可能性がある。
- Decamerotic
- セクスプロイテーションとそのすべてのサブジャンル。
- ソフトコア
- エロサスペンス (it:Thriller erotici)
- イタリアのエロコメディ (it)

## フィルモグラフィー
エロティックとして認識される官能映画、異なるサブジャンルに属する例
- ナインハーフ
- 女性は本当にそれをするのが好き
- チャタレイ夫人の恋人
- 氷の微笑
- ドン・ジョン
- 愛のコリーダ
- エマニュエル
- アタメ！
- ウバルダの大きな部分はすべて裸、すべて暖かい
- 東京デカダンス
- アイズワイドシャット
- ラストタンゴ・イン・パリ
- ビクセン！
- 愛人/ラマン
- ドリーマーズ
- スキャンダル (1976年のイタリア映画)
- ジュリエット・ビノシュ in ラヴァーズ・ダイアリー
- BLACK ROOM
- やりたいふたり
- 裸の診察室
- 桑の葉
- 失楽園
- デボラの甘い肉体
- フィフティ・シェイズ・オブ・グレイ
- 愛麻夫人（朝鮮語: 애마부인）

## その他のプロジェクト
- Wikiquote contiene una categoria omonima: film erotico